# Deodorant

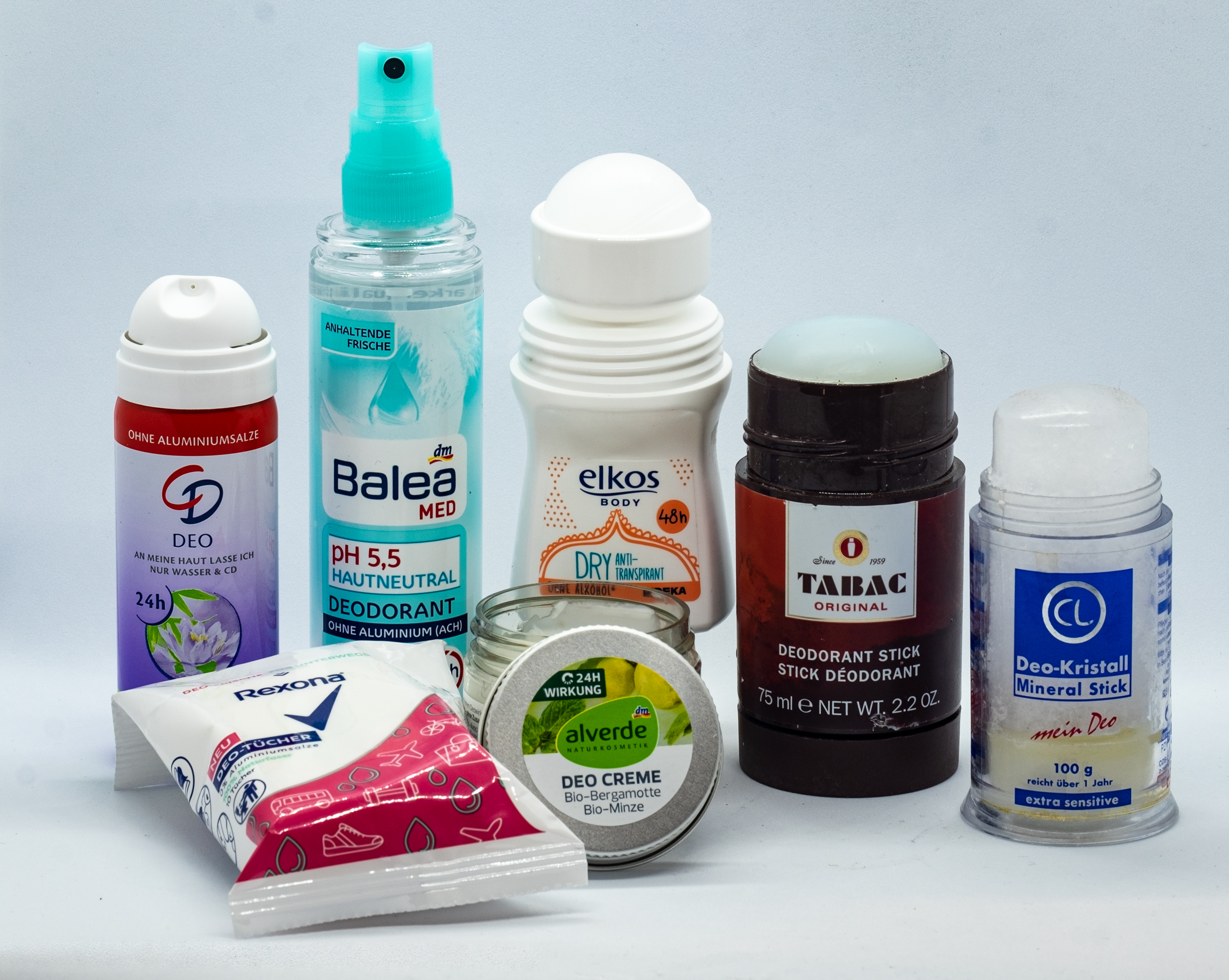
Verschiedene Deodorants: Spray, Pumpspray, Roller, Stick, Kristall, Tücher und Deocreme

Ein Deodorant (auch Desodorant, latein.: Entriecher), kurz auch Deo genannt, ist ein Körperpflegemittel, das vorwiegend in den Achselhöhlen aufgebracht wird, um unangenehmem Körpergeruch vorzubeugen. Der Fachausdruck hierfür lautet Desodorierung.
Die wichtigsten Strategien zur Kontrolle des Körpergeruchs sind:
- Geruchsüberdeckung (durch Duftstoffe)
- Kontrolle der an der Geruchsbildung beteiligten Mikroorganismen (durch antimikrobielle Stoffe)
- ggfs. Beeinflussung der Schweißdrüsenaktivität (durch Antitranspirantien)

Andere Mechanismen, wie die Absorption von Gerüchen, Inhibierung von (an der Geruchsbildung beteiligten) Enzymen und Kontrolle der Oxidationsprozesse durch Antioxidantien, sind von untergeordneter Bedeutung.

## Geschichte

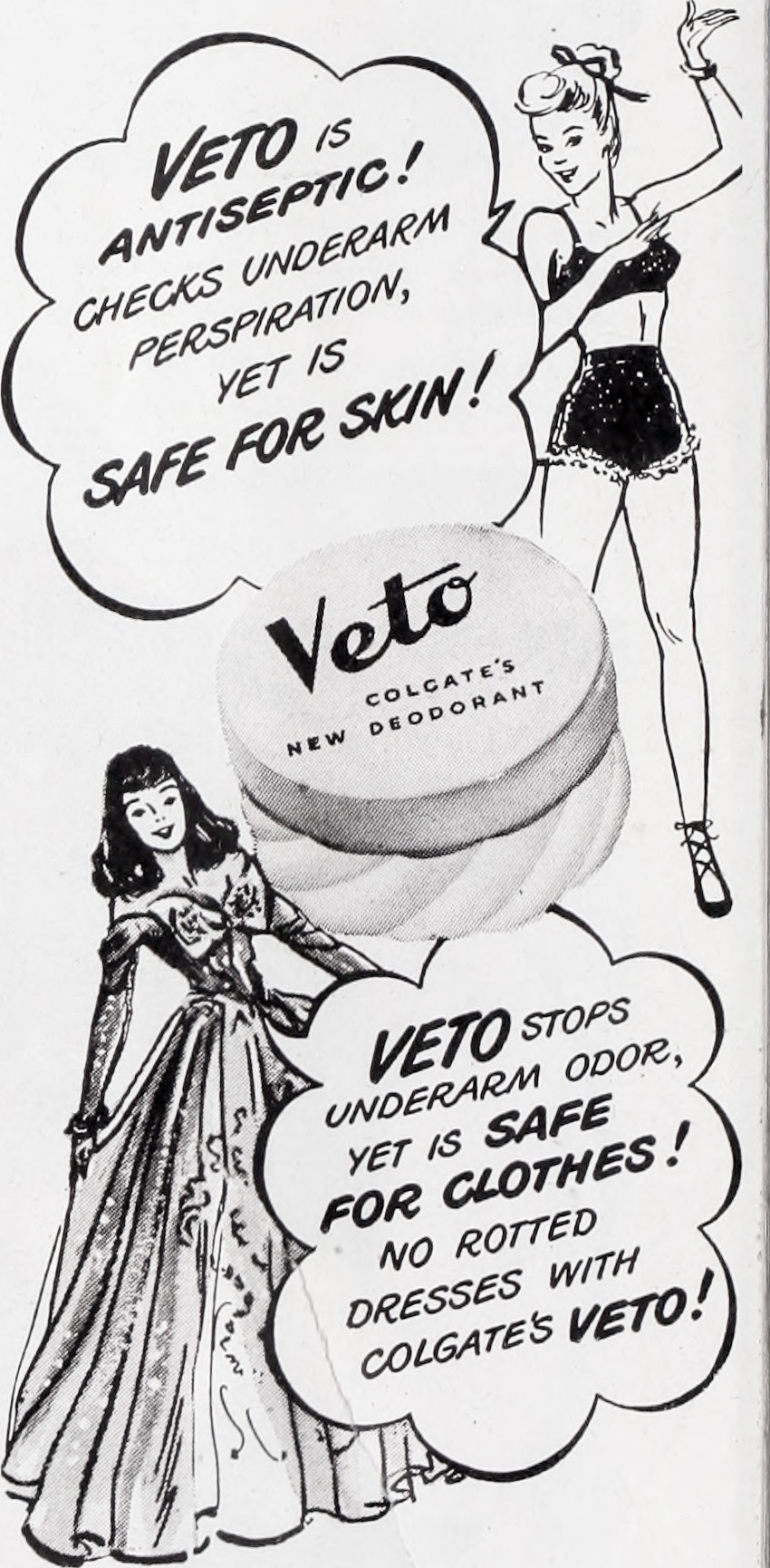
Werbung für Deodorant 1948 in den USA

Frühe Berichte über die Verwendung von Vorläufern des Deodorants stammen aus dem alten Ägypten, wo auch Duftbäder, die Entfernung von Körperhaaren und das Einreiben mit parfümierten Ölen praktiziert wurden. Schon die Ägypter benutzten Tschermigit als Deodorant (Pierre d’Alun). Dieser Alaunschiefer, den bereits die Chinesen in unreiner Form kannten, enthielt Bitumen und wurde nicht nur zur Verbesserung des Körpergeruchs eingesetzt. Er soll auch bei der Behandlung von inneren Entzündungen, zur Blutstillung beim Rasieren und bei der Trinkwasserverbesserung eingesetzt worden sein.
Auch in der Antike wurden Parfümöle benutzt, um den Körpergeruch zu überdecken. In der Neuzeit erfolgten dann zwei grundlegende Fortschritte zur Entwicklung des heutigen Deodorants: Während in Grasse die Kunst der Parfümproduktion weiter verbessert wurde, entdeckte Purkyně 1833 in Breslau die Schweißdrüsen bzw. deren Funktion. Man erkannte, dass die von den Schweißdrüsen abgesonderten Sekrete und das feuchtwarme Klima in den Achselhöhlen einen idealen Nährboden für Bakterien darstellen. Daher konzentrierte man sich fortan auf eine Kombination aus Feuchtigkeitshemmern und Bakteriziden.
Im 19. Jahrhundert wurde zuerst Ammoniaktinktur benutzt, die allerdings Hautreizungen verursachte. Der Erfinder des 1888 auf den Markt gebrachten Deodorants Mum auf Basis von Zinksalbe ist unbekannt, da die Vermarktung zuerst über sein Kindermädchen und ab 1931 über die Firma Bristol Myers erfolgte und der Mann aus Philadelphia anonym blieb. Helen Barnett Diserens, die Erfinderin des Roll-On-Deos bei Mum, ließ sich Ende der 1940er Jahre vom gerade erfundenen Kugelschreiber inspirieren. Einige Zeit davor hatte man bereits die Ammoniaktinktur durch Aluminiumchlorid ersetzt, das teilweise auch noch heute eingesetzt wird. Die Erfindung des Deosprays (Abfüllung in Sprühdosen) 1965 verdrängte den Deoroller zunächst vom Markt. Als dann 1985 durch die Entdeckung des Ozonlochs die Deosprays wegen des verwendeten Treibgases in Verruf gerieten, folgte die teilweise Rückbesinnung auf Roll-On-Deos und Alaunstein.

## Inhaltsstoffe
Die verschiedenen Deo-Produkte basieren auf unterschiedlichen Präparate-Grundlagen. Sprays (Aerosole) enthalten meist alkoholische Wirkstofflösungen, rückfettende und fixierende Komponenten, Duftstoffe und Treibgase (Propan, Butan und Isobutan). Die Pumpsprays enthalten wässrig-alkoholische Lösungen von Deowirkstoffen und Parfüm sowie Glykole und ggf. Lösungsvermittler.
Roller sind häufig von Sprays abgeleitete Formulierungen, die im Hinblick auf die erforderliche Konsistenz Gelbildner, Emulgatoren und ggf. Pflegekomponenten sowie für die mikrobiologische Stabilität außerdem desinfizierende Biozide, wie Ethanol oder organische Chloridverbindungen oder Benzoesäureverbindungen enthalten. Stifte basieren auf Gelstrukturen, die sich aus Natriumstearat (Seife) und Glykolen (z. B. Glycerin) bilden. Daneben sind meist noch Duft- und Pflegestoffe enthalten.

## Darreichungsformen

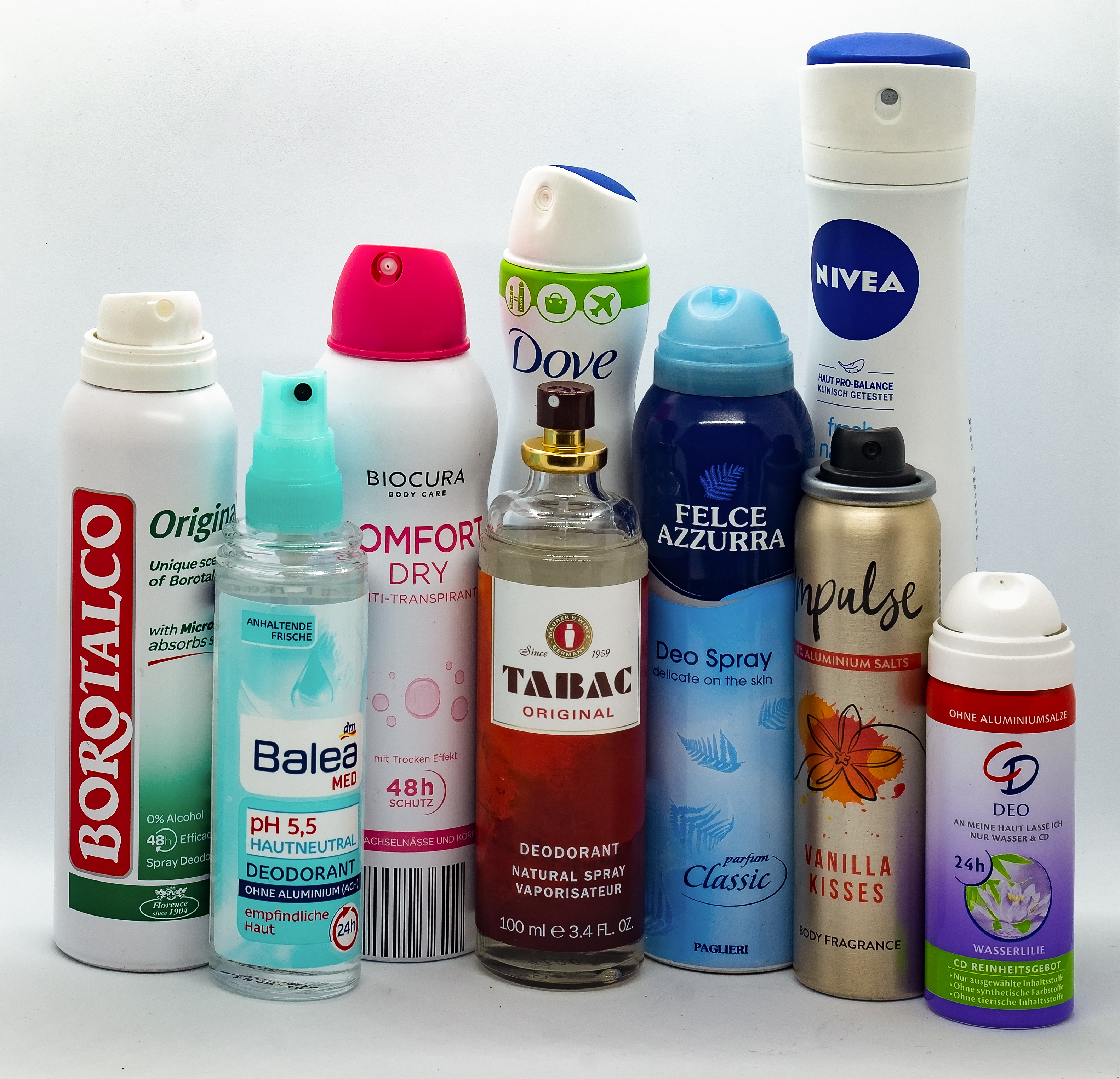
Sprays und Pumpsprays

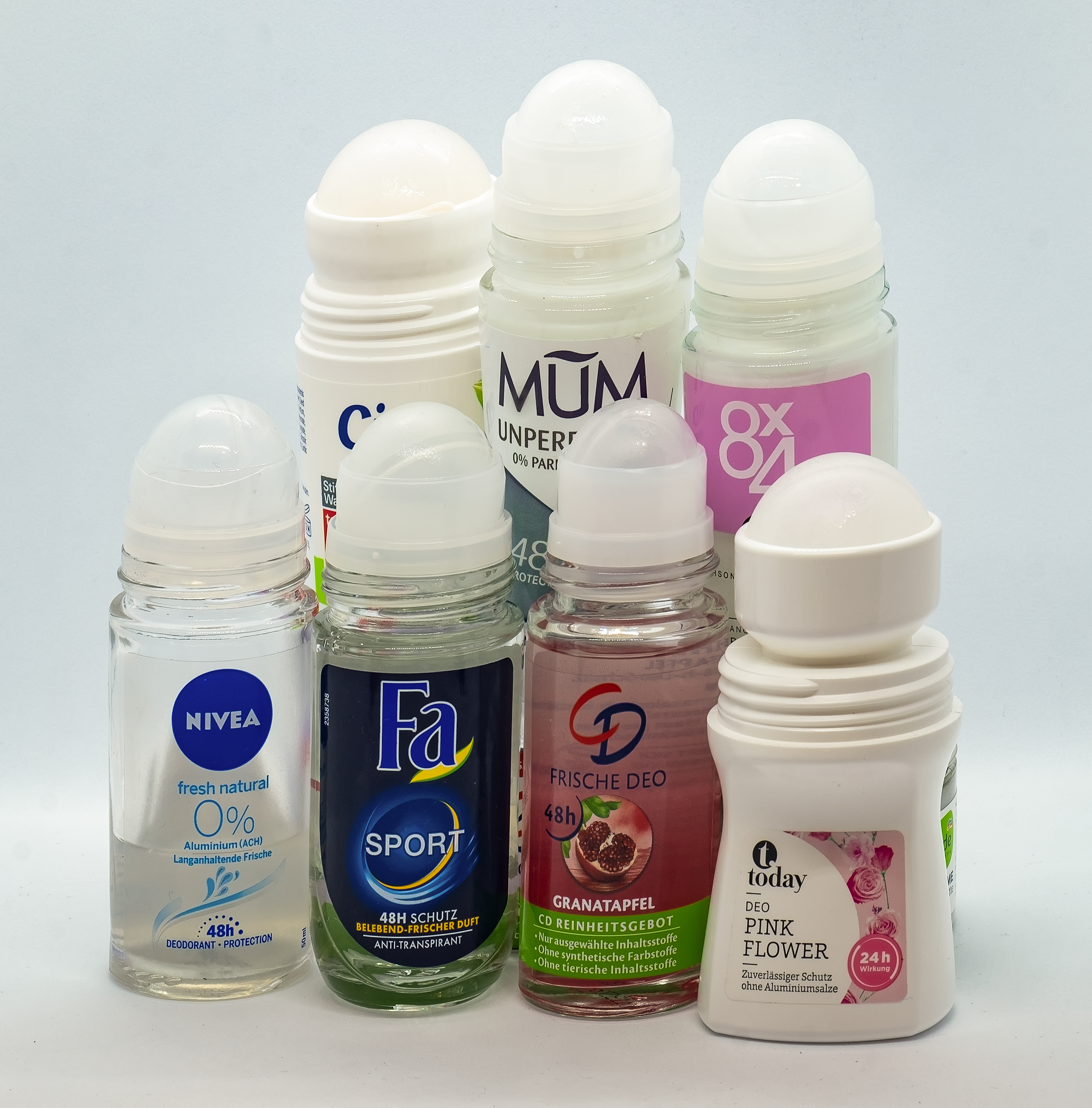
Roller

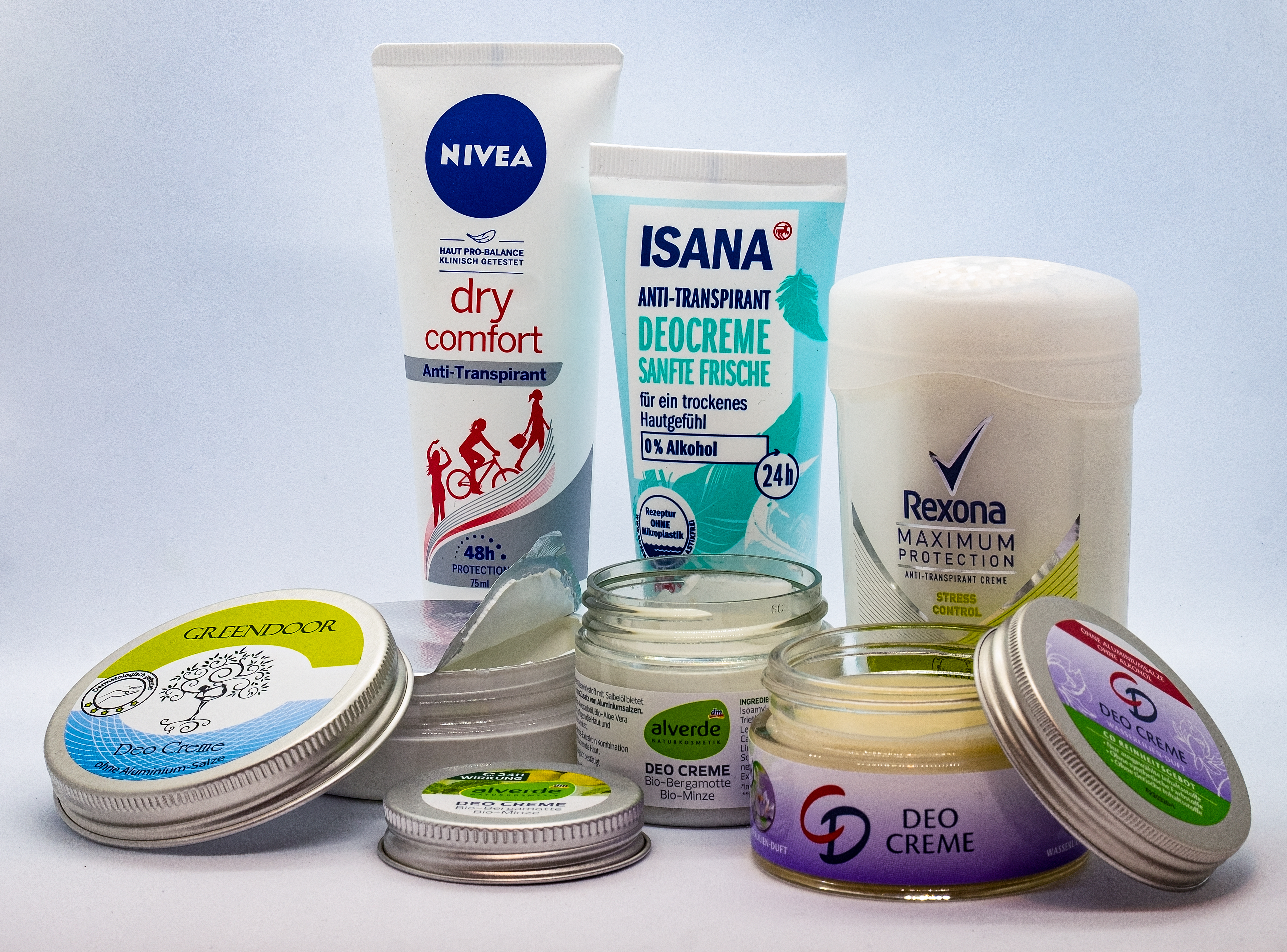
Cremes

Heute sind Deodorants unter anderem als Spray (Aerosol), Pumpspray, Roller (Roll-On), Stift, getränkte Tücher, Creme, Puder oder Kristall erhältlich. Welche der Darreichungsformen verwendet wird, bleibt dem persönlichen Geschmack überlassen und kann sich regional stark unterscheiden, so sind z. B. in den USA hauptsächlich feste oder gelförmige Deodorants in Gebrauch, während in Europa flüssige Deodorants als Spray oder Roll-on Verwendung finden.
Roll-On-Packungen haben typisch hohle, matte Kunststoffkugeln aus LDPE mit 10,16–35,56 mm (0,4–1,4 Zoll) Durchmesser. Die Packung wird nach Möglichkeit mit der Kugel nach oben gelagert, wodurch Luft ein- und austreten kann, ohne Wirkstoff herauszudrücken.

## Wirkstoffe
Die wichtigsten Wirkstoffe der Deo-Produkte:
- Geruchsüberdecker (Duftstoffe und ätherische Öle überdecken Körpergeruch)
- Antimikrobielle Stoffe (keimhemmende Mittel kontrollieren die an der Geruchsbildung beteiligten Bakterien)
- ggfs. Antitranspirantien (Schweißhemmer kontrollieren die Aktivität der Schweißdrüsen)
- Geruchsabsorber (Geruchsbildende Substanzen werden festgehalten)
- Enzyminhibitoren (Aktivität der an der Geruchsbildung beteiligten Enzyme wird gesteuert)
- Antioxidantien (Kontrolle von für die Geruchsbildung relevanten Oxidationsprozessen)

## Gesundheitliche Risiken
Bei bestehender Überempfindlichkeit gegen manche Inhaltsstoffe kann es zu einer Allergie oder einem Exanthem kommen. Diejenigen Deodorants, deren Wirkung unter anderem auf Antitranspirantien beruhen, enthalten in der Regel Aluminiumverbindungen. Mögliche Risiken dieser Stoffe werden kontrovers diskutiert. Deodorants auf der Basis von Aluminiumchlorohydrat standen in Verdacht, Brustkrebs auszulösen, dieser Verdacht wurde aber nicht bestätigt.
Der Wissenschaftliche Ausschuss Verbrauchersicherheit der Europäischen Kommission schloss 2020 aufgrund neuer Daten, dass die Verwendung von nicht-sprüh-Deodorants und nicht-sprüh-Transpirantien bis zu einem Aluminiumanteil von 6,25 % sowie sprüh-Deodorants und sprüh-Transpirantien bis zu einem Anteil von 10,60 % sicher sind. Das Bundesinstitut für Risikobewertung schloss sich später dieser Einschätzung an.

## Kleidung
Antitranspirantien, die Aluminiumverbindungen enthalten, können weiße oder gelbe Flecken auf Kleidungsstücken bewirken.